# Luboš Andršt

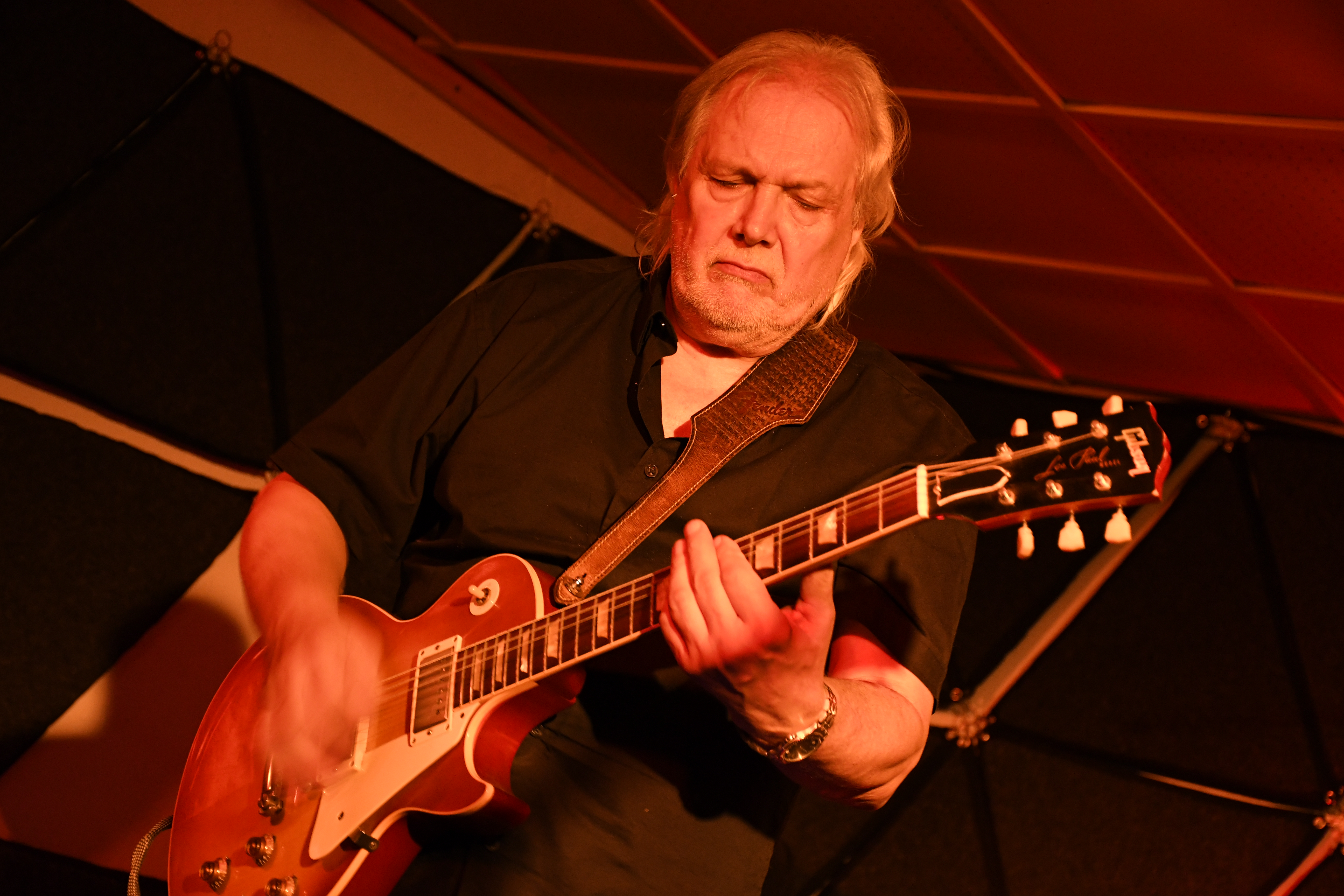
Luboš Andršt bei einem Auftritt von Framus Five, Festival Otevřeno Jimramov 2019

Luboš Andršt (* 26. Juli 1948 in Prag; † 20. Dezember 2021) war ein tschechischer Blues- und Jazzmusiker (Gitarre), der laut Allmusic als der führende Blues-Gitarrist der Tschechoslowakei galt.

## Leben und Wirken
Luboš Andršt, von Musikern wie Eric Clapton und B. B. King beeinflusst, begann seine Karriere 1966 als Gitarrist in einer Rockband namens The Roosters. 1969 gab er jedoch die Rockgitarre auf, um sich auf Jazz-Fusion und Blues zu konzentrieren. 1973 war er Mitbegründer der Jazz-Fusion-Band Energit. In den 1980er-Jahren gründete er die Lubos Andrst Blues Band, die mit dem englischen Sänger Paul Jones und der amerikanischen Bluessängerin Katie Webster auftrat. Er nahm mehrere Alben unter eigenem Namen auf, von denen das erste, Capricornus (1980), zwischen der Arbeit mit seiner Band und der Kooperation mit dem Geiger Jan Hrubý aufgeteilt war. Anfang der 1990er-Jahre leitete Andršt die Begleitgruppe von Marta Kubišová.
Andršt spielte außerdem mit Michal Prokop in der Band Framus Five, er arbeitete in der Jazzband Jiří Stivín & co, mit dem amerikanischen Musiker Ramblin' Rex und leitete die Jazzband Acoustic Set. Im Laufe seiner Karriere hat er auch mit Emil Viklický, Marián Varga, Peter Lipa und Martin Kratochvíl (Bratislava Jazz Days '85) in seiner Jazzgruppe zusammengearbeitet.
2020 erschien Andršts Autobiografie Still Playing I Stand Up, an der er mit dem Blues Alive-Musikjournalisten und Dramatiker Ondřej Bezr zusammengearbeitet hatte.

## Diskographische Hinweise
- Emil Viklický: V Holomóci městě (1977), mit František Uhlíř, Milan Vitoch, Jan Beránek[2]
- Imprints (Arta, 1991), mit Radek Krampl, Hruby, Robert Balzar, Pavel Zbořil
- Acoustic Set (Arta, 1995), mit Radek Krampl, Petr Dvorský, Michal Hejna, Jaromír Helešic